# Vichacla
Vichacla ist eine Ortschaft im Departamento Potosí im südamerikanischen Andenstaat Bolivien.

## Lage im Nahraum
Vichacla liegt in der Provinz Nor Chichas und ist zentraler Ort im Cantón Vichacla im Municipio Cotagaita. Vichacla liegt auf einer Höhe von 2729 m am linken, nördlichen Ufer des Río Tocla, der über den Río Tumusla und den Río Camblaya zum Río Pilcomayo entwässert.

## Geographie
Vichacla liegt zwischen den Höhenzügen der Cordillera de Chichas und der Cordillera Central, die sich aus der kargen Hochebene des bolivianischen Altiplano erheben. Das Klima ist wegen der Binnenlage kühl und trocken und durch ein typisches Tageszeitenklima gekennzeichnet, bei dem die Temperaturschwankungen zwischen Tag und Nacht in der Regel deutlich größer sind als die jahreszeitlichen Schwankungen.
Die Jahresdurchschnittstemperatur liegt bei 13 °C und schwankt nur unwesentlich zwischen 10 °C im Juni/Juli und gut 15 °C von November bis März (siehe Klimadiagramm Vitichi). Der Jahresniederschlag beträgt nur etwa 400 mm, mit einer stark ausgeprägten Trockenzeit von April bis Oktober mit Monatsniederschlägen unter 20 mm und einer Feuchtezeit von Dezember bis Februar mit etwa 80 mm Monatsniederschlag.

## Verkehrsnetz
Vichacla liegt in einer Entfernung von 203 Straßenkilometern südlich von Potosí, der Hauptstadt des Departamentos.
Von Potosí aus führt die asphaltierte Nationalstraße Ruta 1 vom Titicacasee im Norden zur argentinischen Grenze im Süden und durchquert dabei die Großstädte El Alto, Oruro und Potosí. Von Potosí aus führt sie über 37 Kilometer in südlicher Richtung bis Cuchu Ingenio, wo die Ruta 14 in südlicher Richtung abzweigt und über Vitichi nach 135 Kilometern Tumusla und nach weiteren 22 Kilometern die Ortschaft Escara erreicht und dann weiter über Cotagaita nach Villazón führt.
Bei Escara, einen Kilometer vor der Brücke über den Río Tocla, zweigt eine unbefestigte Nebenstraße in nordöstlicher Richtung von der Ruta 14 ab, führt flussabwärts am linken, nördlichen Ufer des Río Tocla entlang und erreicht nach zehn Kilometern die Ortschaft Vichacla.

## Bevölkerung
Die Einwohnerzahl der Ortschaft ist in dem Jahrzehnt zwischen den beiden letzten Volkszählungen geringfügig angestiegen:
| Jahr | Einwohner         | Quelle       |
| ---- | ----------------- | ------------ |
| 1992 | keine Detaildaten | Volkszählung |
| 2001 | 184               | Volkszählung |
| 2012 | 198               | Volkszählung |
| 2024 |                   | Volkszählung |

Die Region weist einen hohen Anteil an Quechua-Bevölkerung auf, im Municipio Cotagaita sprechen 96 Prozent der Bevölkerung Quechua.